# Colonia Aeropuerto
Colonia Aeropuerto är en ort i Mexiko.   Den ligger i kommunen Zihuatanejo de Azueta och delstaten Guerrero, i den södra delen av landet, 300 km sydväst om huvudstaden Mexico City. Colonia Aeropuerto ligger 23 meter över havet och antalet invånare är 1 618.
Terrängen runt Colonia Aeropuerto är kuperad norrut, men söderut är den platt. Havet är nära Colonia Aeropuerto åt sydväst. Runt Colonia Aeropuerto är det ganska tätbefolkat, med 54 invånare per kvadratkilometer. Närmaste större samhälle är Zihuatanejo, 10,2 km väster om Colonia Aeropuerto. 